# Бэлаша, Сабин
Сабин Бэлаша (рум. Sabin Bălaşa, 17 июня 1932, Добричень, жудец Олт, Королевство Румыния — 1 апреля 2008, Бухарест, Румыния) — один из наиболее известных современных румынских художников. Сам Бэлаша относил свои произведения к «космическому романтизму». Известен также как автор анимационых фильмов и публицист.

## Биография
Сабин Бэлаша родился в Олтении, его мать была простой учительницей, а отец священником, который серьёзно увлекался археологией. В 1955-м г. Сабин Бэлаша окончил Институт изобразительных искусств им. Николае Григореску в Бухаресте, затем обучался в Италии в Сиене и Перудже. Бэлаша признавался что, черпал вдохновение для своих произведений в Италии, часто её посещал, излюбленным его местом была Флоренция, в Румынии любимым городом художника были Яссы с богатой архитектурой и историей.

## Творчество
В 1968-78-х годах Бэлаша создал серию из 19 фресок отображающих «румынский дух», историю и культуру румын, украсившие стены фойе Ясского университета, получившего поэтическое название «Зал потерянных (беззвучных, приглушённых) шагов». Эти работы принесли художнику известность как вне Румынии так и среди богатых и влиятельных людей на родине.
|                     |                                                            | Внешние изображения фреска «Лучафэрул Михая Эминеску» Лучафэрул Михая Эминеску фреска «Легенда о Мастере Маноле» Мастер Маноле фреска «Штефан чел Маре» Штефан чел Маре фреска «Молдова» аллегорическое изображение Молдовы |
| Внешние изображения |                                                            | |
|                     | фреска «Лучафэрул Михая Эминеску» Лучафэрул Михая Эминеску | |
|                     | фреска «Легенда о Мастере Маноле» Мастер Маноле            | |
|                     | фреска «Штефан чел Маре» Штефан чел Маре                   | |
|                     | фреска «Молдова» аллегорическое изображение Молдовы        | |

В 1973г. за солидное вознаграждение по заказу мэрии Бухареста Бэлаша написал семейный портрет президента СРР Николае Чаушеску и его жены Елены Чаушеску. Позже художнику припомнили его картину, и он был обвинён в прославлении культа личности Чаушеску как придворный художник. Вследствие чего Бэлаша был забыт на родине в 1990-х годах.
При этом взаимоотношения художника и власти не были идеалистическими. Его дядя и отец в разное время преследовались по политическим мотивам.
В то же время между художником и властями присутствовали и идеологические противоречия. Творчество Бэлаши шло вразрез с господствовавшим тогда соцреализмом. Он никогда не писал картин  по тематике и стилю близких соцреализму, не изображал  рабочих и крестьян, быт простых людей.
Отличительными чертами его творчества было изображение наравне с людьми полулюдей-полузверей и мифических зверей наделённых человеческими чертами. В большинстве его картин цветовая гамма состоит из оттенком синего и голубого. Сам художник относил своё творчество к космическому романтизму.
Последние два десятилетия жизни Бэлаша вёл богемный образ жизни, получая доход не только от продажи картин, но и от частных уроков живописи состоятельным и известным людям в Румынии, среди его учеников были молдавская певица Анна Леско и несколько любовниц румынских олигархов.
Бэлаша умер в одной из больниц Бухареста от рака лёгких. Похоронен на кладбище «Вечность» в Яссах.

## Персональные выставки
- Рим — 1978г.
- Рим — 1980г.
- Стокгольм — 1982г.
- Бухарест, Национальный музей искусств Румынии — 1982г.
- Керкира — 1985г.
- Москва, Тбилиси, и некоторые другие столицы Союзных республик — 1988г.
- Бухарест — 1992г.
- выставки в городах Израиля — 1994г.
- Бухарест — 2000г.
- Яссы, Ясский университет им. А. И. Кузы — 2002г.
- Бухарест — 2005г.

## Мультипликация
Автор и режиссёр следующих мультфильмов:
- „Picătura" (1966)
- „Orașul" (1967)
- „Valul" (1968)
- „Pasărea Phoenix" (1968)
- „Fascinație" (1969)
- „Întoarcere în viitor" (1971)
- „Galaxia" (1973)
- „Odă" (1975)
- „Exodul spre lumină" (1979)